# 펄사 행성

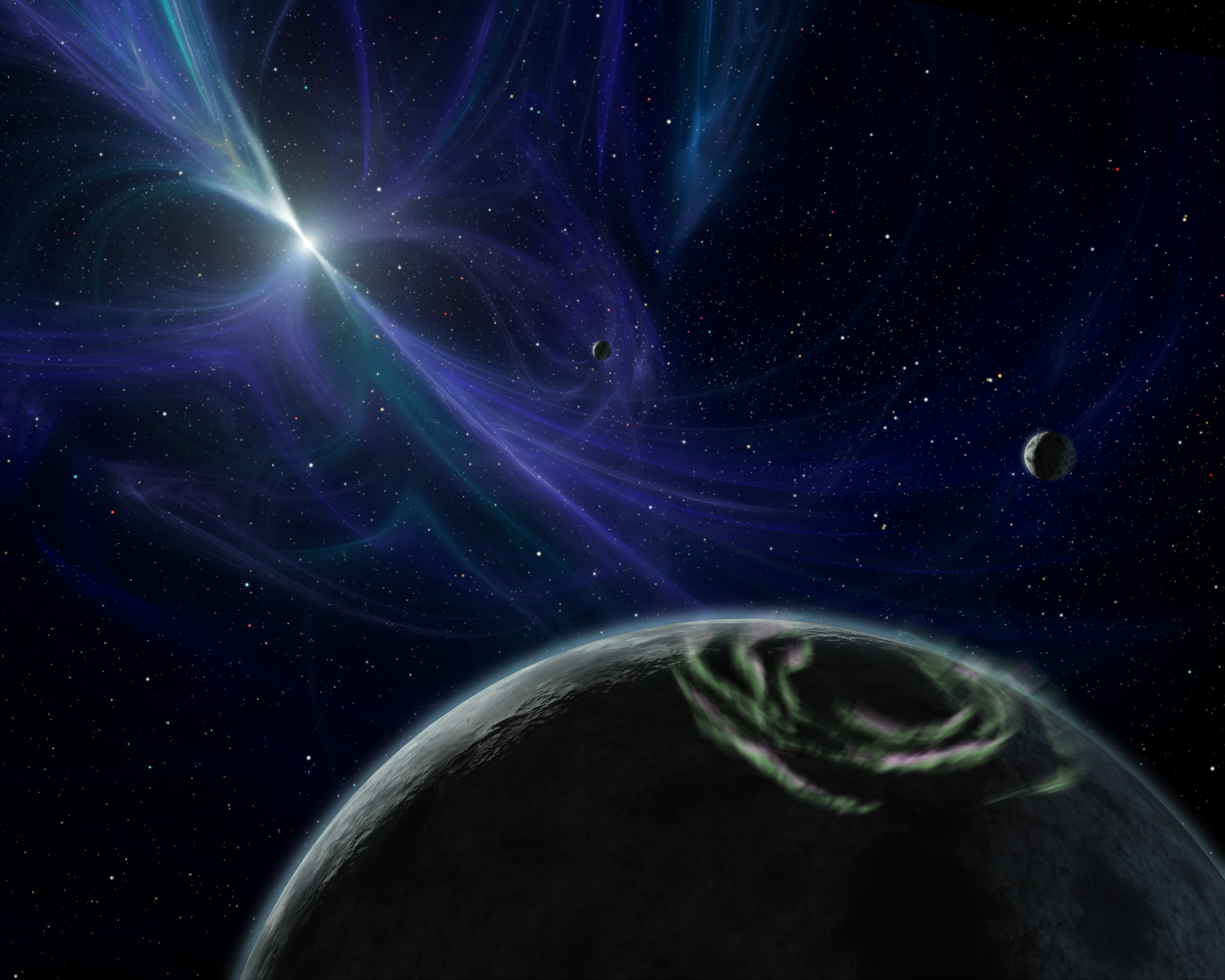
펄사 PSR B1257+12 주변을 도는 행성의 상상도.

펄사 행성(pulsar planet)이란, 고속으로 회전하는 중성자별이나 펄사 주위를 공전하는 행성을 일컫는 명칭이다. 펄사는 매우 규칙적인 주기를 보여주면서 자전하는데, 행성이 이 맥동 주기에 약간의 변화를 일으키는 것으로부터 이들의 존재를 확인하였으며 이 방법을 '펄사 타이밍'으로 부른다. 가장 먼저 발견된 외계 행성은 펄사 주위를 도는 행성이었다.

## 발견 및 역사
1991년 앤드류 G. 라인은 펄사 PSR 1829-10을 도는 행성 크기 천체를 발견하였다고 발표하였다. 그러나 이 발표 사실은 펄사의 주기를 계산하는 프로그램이 지구 공전궤도의 이심률을 반영하지 않아 생긴 착오로 판명되어 철회되었고 이후 얼마 지나지 않아 펄사 행성이 정말로 존재한다는 연구결과가 발표되었다.
1992년 알렉산데르 볼시찬과 데일 프레일은 작은 천체 두 개가 밀리초 펄사 PSR 1257+12를 돌고 있다는 사실을 발표했다. 이 행성 두 개는 외계 행성 연구사에서 최초로 그 존재가 검증된 존재인 동시에 펄사 주위를 도는 첫 번째 행성으로 기록되었다. 직전 연구결과가 철회되는 사태가 있었기에 천문학계는 새로운 발견 사실도 철회되지 않을까 우려했으며 어떻게 펄사가 행성을 가질 수 있느냐는 의문도 제기되었다. 그러나 행성은 실제로 있는 것으로 확인되었다. 이후 같은 관측방법을 사용하여 이 펄사를 도는 좀 더 작은 행성체 둘을 추가로 발견했다.
2000년 밀리초 펄사 PSR B1620-26과 짝별 백색 왜성 WD B1620-26 둘을 하나의 어머니 항성으로 삼아 돌고 있는 쌍성주위 행성 PSR B1620-26 b가 발견되었다. 이 행성의 나이는 약 126억 년으로 그 전까지 발견된 외계행성 중 가장 늙은 존재였다.
2006년 지구에서 1만 3천 광년 떨어진 곳에 있는 펄사 4U 0142+61 주변에 원시 행성계 원반이 있음이 밝혀졌다. 이 현상은 MIT의 디프토 차크라바티 휘하 연구팀이 스피처 우주 망원경을 이용하여 발견했다. 이 원반은 약 10만 년 전 펄사의 원형이었던 초신성이 폭발하면서 뿌린, 중원소가 풍부한 잔해들로 구성된 것으로 보인다. 이는 태양과 비슷한 주계열성 주위에 생기는 현상과도 비슷한 것으로, 행성은 이런 환경에서도 생겨날 것으로 보고 있다. 펄사 행성들은 지구 생명체와 비슷한 것들을 지니고 있을 가능성은 적다. 그 이유는 펄사에서 나오는 막대한 양의 복사 에너지가 생명체의 조직을 효과적으로 파괴할 것이며, 가시광선 영역에서 발산하는 펄사의 에너지량이 적기 때문이다.
2011년 밀리초 펄사 PSR J1719-1438를 도는 행성이 발견되었다. 특이한 점은 이 행성은 원래 펄사를 돌던 항성이었으나 펄사의 영향력 때문에 대기를 잃고 중심부 알맹이만 남았다는 사실이다. 이 행성의 밀도는 최소 물의 23배로 추정되며 지름은 5만 5천 킬로미터에 질량은 목성과 비슷하고 펄사를 2시간 10분 주기로 1회 도는 것으로 밝혀졌다. 행성을 이루는 주요 물질은 백색 왜성을 둘러싸던 대기가 날아간 뒤 안에 있던 다이아몬드 결정의 중심핵이 드러난 것으로 보이며 그 양은 약 1031 캐럿으로 추정된다.
지금까지 알려진 펄사 행성은 전부 세 가지 종류가 있다. PSR B1257+12의 행성들처럼 짝별이 파괴된 뒤 남은 재료가 다시 뭉쳐서 펄사 주위를 돌고 있는 것이 있으며 PSR J1719-1438처럼 짝별이 주인별(펄사) 때문에 대기를 잃어버리고 알맹이만 남은 사례가 있다. PSR B1620-26 b처럼 우주를 떠돌다가 어머니 천체의 중력에 붙들린 경우도 있다.

## 같이 보기
- 행성계
- 외계 행성
- 중성자별
- 항성진화
- 알렉산더 볼시찬